# Memória de trabalho
Memória de trabalho entende-se como um componente cognitivo ligado à memória, que permite o armazenamento temporário de informação com capacidade limitada. Há grande número de teorias tanto para a estrutura teórica da memória de trabalho (isto é, o "mapa organizacional" que ela segue) quanto para as partes específicas do cérebro responsáveis pela memória de trabalho. No entanto, a visão aceita é a de que o córtex frontal, o córtex parietal, o córtex cingular anterior e partes do gânglio basal são cruciais para seu funcionamento.  Neste tipo de memória mantemos a informação enquanto ela nos é útil. A memória de trabalho reporta-se as atividades mentais em que o objetivo não é a sua memorização, mas que, não obstante disso, implicam uma certa memorização para se poderem aplicar de modo eficaz. Este tipo de memória é utilizada por exemplo quando o patrão pede que no dia seguinte cheguemos uma hora mais cedo, manterás na memória esta informação, que irá ser esquecida depois de a teres cumprido o pedido, ou seja, depois de teres chegado uma hora mais cedo. Chama-se memória de trabalho à atividade de armazenamento e de utilização de informação ligada especificamente à realização de uma tarefa: refere-se, portanto, a um tipo de memória que trabalha.
Qualquer informação que tenha estado na memória a curto prazo e que se perca, estará perdida para sempre, só se mantendo se passar para a memória de longo prazo.
Muito da compreensão da memória de trabalho vem de experimentos de lesões em animais e de técnicas de imageamento (como a ressonância magnética) em humanos. Atualmente, há centenas de laboratórios de pesquisa ao redor do mundo estudando os vários aspectos do assunto. Há numerosas aplicações práticas, desde uma melhor compreensão do autismo e TDAH até melhorias nos métodos de ensino para criar inteligência artificial baseada no cérebro humano.

## História
O termo foi utilizado pela primeira vez na década de 1960, no contexto de teorias que assemelhavam a mente a um computador. Antes delas, o que agora é conhecido como memória de trabalho era denominado memória de curto prazo, memória operante ou memória provisional. A maioria dos teóricos na atualidade usam o conceito de memória de trabalho para substituir ou incluir a antiga ideia de memória de curto prazo, dando, assim, uma ênfase mais forte à noção de manipulação da informação ao invés de manutenção passiva.
As menções mais antigas a experimentos sobre memória de trabalho, não assim denominados, podem ser encontradas até 100 anos atrás, quando Eduard Hitzig e David Ferrier descreveram experimentos do córtex pré-frontal (PFC). Eles concluíram que ele era importante para processos cognitivos mais do que sensoriais. Em 1935 e 1936, Jacobsen e colegas de trabalho foram os primeiros a concluir que os processos cognitivos no PFC eram notáveis em tarefas dependentes de atraso; em outras palavras, eles sofriam de perda de memória de curto prazo.

## Pesquisa moderna
Existiram vários modelos propostos abordando como a memória de trabalho funciona, tanto do ponto de vista anatômico quando cognitivo. Deles, três tornaram-se de ampla aceitação.

### O modelo de Baddeley e Hitch
Alan Baddeley e Graham J. Hitch (1974) introduziram e tornaram popular o modelo multicomponente de memória de trabalho, também conhecido como modelo de memória de trabalho de Baddeley. Essa teoria propõe que dois "sistemas escravos" (também conhecidos como sistema de apoio) são responsáveis pela manutenção de curto prazo da informação e um "executivo central" é responsável pela supervisão da integração da informação e por coordenar os sistemas escravos.
Um sistema escravo, o laço fonológico ou ciclo fonológico, armazena informação auditiva e previne seu decaimento continuamente articulando seu conteúdo, atualizando a informação em um laço recitativo. Ele pode, por exemplo, manter um número de telefone de sete dígitos por tanto tempo quando se deseje desde que o número seja repetido constantemente.
O outro sistema escravo, a área de armazenamento visuo-espacial, armazena informações visuais e espaciais. Pode ser usado, por exemplo, para construir e manipular imagens visual e para a representação de mapas mentais. A área de armazenamento pode ser dividida em subssistema visual (que trata, por exemplo, de forma, cor e textura) e subsistema espacial (que trata de localização).
O executivo central é, dentre outras coisas, responsável por direcionar atenção a informação relevante, suprimindo informação irrelevante e ações inapropriadas, e por coordenar processos cognitivos quando mais de uma tarefa tem de ser feita ao mesmo tempo.
Baddeley (2000) estende o modelo adicionando um quarto componente, o buffer episódico, que guarda representações integradas da informação fonológica, visual e espacial e possivelmente informação não coberta pelos sistemas escravos (por exemplo, informação semântica e musical). O componente é episódico porque assume-se que ele amarre informação em uma representação episódica unitária. O buffer episódico lembra o conceito de memória episódica de Endel Tulving, mas difere porque o buffer episódico é um depósito temporário.

### A teoria de Cowan
Nelson Cowan (2005) trata da memória de trabalho não como um sistema separado, mas sim como parte da memória de longo prazo. Representações na memória de trabalho são uma parte do conjunto das representações da memória de longo prazo. A memória de trabalho é organizado em dois níveis embutidos.
O primeiro nível consiste de representações de memória de longo prazo que são ativadas. Pode haver um grande número delas, pois não há limite para a ativação de representações na memória de longo prazo.
O segundo nível é chamado de foco da atenção. O foco é considerado  limitado em capacidade e guarda até quatro das representações ativadas. Klaus Oberauer (2002) estendeu o modelo de Cowan adicionando um terceiro componente, um foco de atenção mais estreito que armazena uma única fatia a cada momento. O foco limitado a um elemento é embutido no foco quadrielementar e serve para selecionar uma única fatia para processamento.

### A teoria de Ericsson e Kintsch
Ainda que a maioria dos adultos possa repetir até sete dígitos na ordem correta, alguns indivíduos mostraram uma impressionante extensão de dígitos memorizados – até 80. Esse nível é possível através de treinamento extensivo em uma estratégia de codificação em que os dígitos em uma lista são agrupados (geralmente em grupos de três a cinco) e tais grupos são codificados em uma única unidade (fatia). Para tal, é necessário que se reconheça os grupos como uma sequência de dígitos conhecida. Uma pessoa estudada por K. Anders Ericsson e sua equipe, por exemplo, usou seu grande conhecimento de tempos de corrida da história dos esportes.
Ericsson e Walter Kintsch (1995) argumentaram que usamos memória hábil na maioria das tarefas diárias. Tarefas como ler, por exemplo, requerem que mantenhamos mais de sete fatias – com uma capacidade de apenas sete fatias, nossa memória de trabalho ficaria cheia após poucas frases e nunca seríamos capaz de compreender as complexas relações entre os pensamentos expressados em uma novela ou um artigo científico. Conseguimos isso armazenando a maioria do que lemos na memória de longo prazo, ligando as informações por estruturas de recuperação. Precisamos manter, então, apenas poucos conceitos na memória de trabalho, que serve como atalhos para recuperar tudo o que está associado com eles das estruturas de recuperação. Ericsson e Kintsch referem-se a esse grupo de processos como memória de trabalho de longo prazo.

## Capacidade
A memória de trabalho é geralmente considerada de capacidade limitada. A mais antiga quantificação do limite da capacidade associada à memória de curto prazo foi o "The Magical Number Seven, Plus or Minus Two" introduzido por George A. Miller (1956). Ele notou que o espaço de memória em jogos adultos era de aproximadamente sete elementos, chamados fatias, independente de serem dígitos, letras, palavras ou outras unidades. Pesquisas subsequentes revelaram que a capacidade depende da categoria de fatias utilizada (por volta de sete para dígitos, seis para letras e cinco para palavras) e até das características das fatias em uma categoria.